# Redruth
Redruth (Resrudh en cornique) est une ville des Cornouailles, en Angleterre. Au moment du recensement de 2011, elle comptait 14 018 habitants.

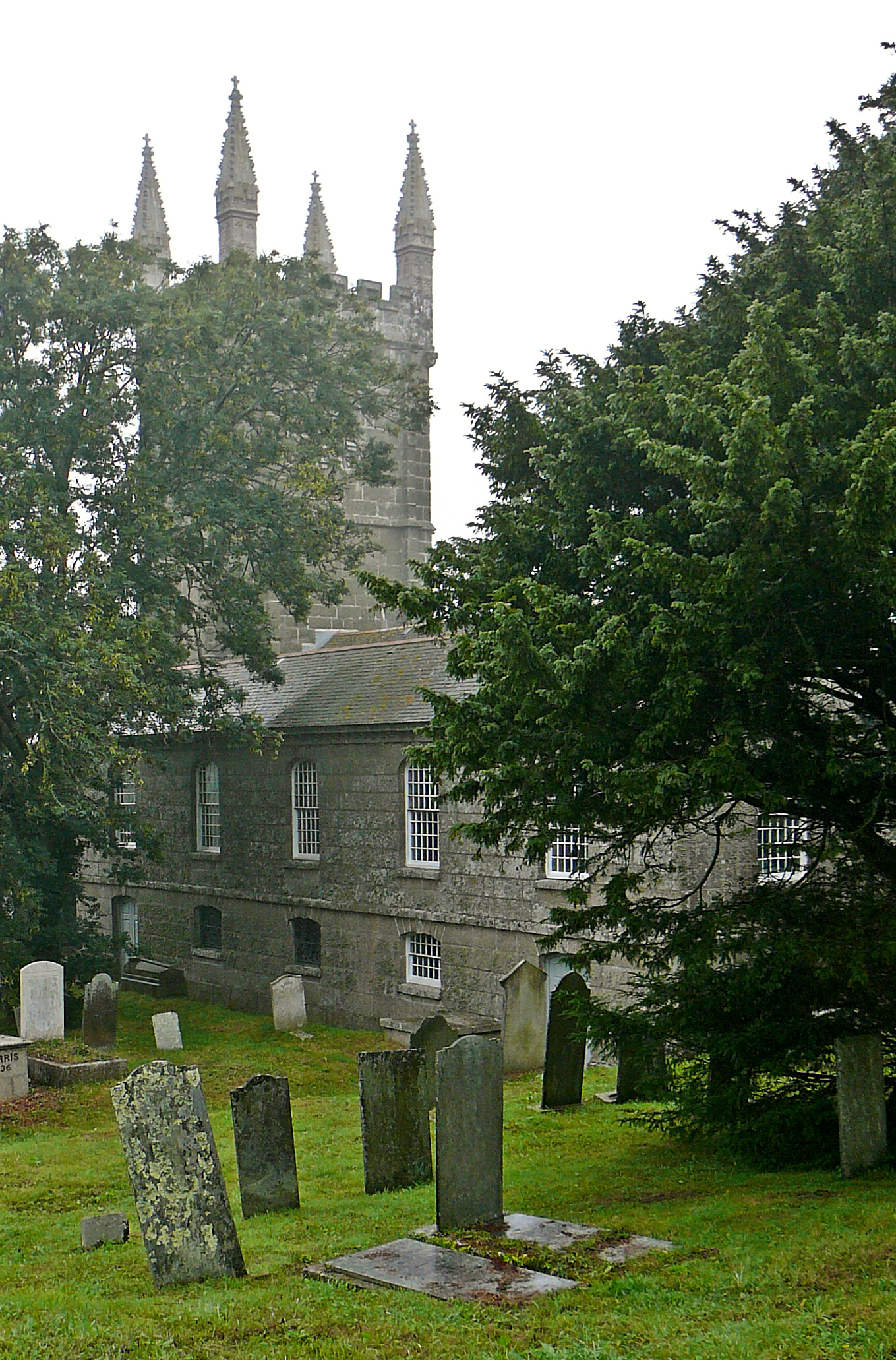
L'église de Redruth est dédiée à saint Euny.

La région de Redruth et Camborne (à l'ouest) a longtemps constitué une importante réserve minière d'étain et de cuivre.
Le nom de la ville signifie en cornique « gué rouge » (cornique : rid, gué, et rudh, rouge).

## Personnalités liées
- Harold Hayman (1894-1966) y a exercé la fonction de District Education Officer.
- Kristin Scott Thomas, actrice, y est née en 1960.
- Robert Nightingale (1954-), champion olympique de pentathlon moderne par équipe, y est né.
- Luke Vibert, artiste de musique électronique, y est né en 1973.
- Aphex Twin, artiste de musique électronique, y a vécu une grande partie de sa jeunesse.

## Jumelages
- Mineral Point (États-Unis)
- Plumergat (France) depuis 1993[3]